# Arzgir
Arzgir (in russo Арзгир?) è un villaggio della Russia europea meridionale, situato nel Territorio di Stavropol'; è il centro amministrativo del distretto Arzgirskij.
Si trova 180 km a est-nord-est di Stavropol'.